# Роллінг-Прері (Індіана)
Роллінг-Прері (англ. Rolling Prairie) — переписна місцевість (CDP) в США, в окрузі Лапорт штату Індіана. Населення — 562 особи (2020).

## Географія
Роллінг-Прері розташований за координатами 41°40′28″ пн. ш. 86°37′12″ зх. д. / 41.67444° пн. ш. 86.62000° зх. д. (41.674467, -86.619898).  За даними Бюро перепису населення США в 2010 році переписна місцевість мала площу 2,77 км², з яких 2,73 км² — суходіл та 0,04 км² — водойми.

## Демографія
Згідно з переписом 2010 року, у переписній місцевості мешкали 582 особи в 213 домогосподарствах у складі 170 родин. Густота населення становила 210 осіб/км².  Було 224 помешкання (81/км²).
Расовий склад населення:
| - 98,3 % — білих - 0,3 % — чорних або афроамериканців - 0,2 % — корінних американців - 0,2 % — азіатів |

До двох чи більше рас належало 0,3 %. Частка іспаномовних становила 1,2 % від усіх жителів.
За віковим діапазоном населення розподілялося таким чином: 23,4 % — особи молодші 18 років, 59,6 % — особи у віці 18—64 років, 17,0 % — особи у віці 65 років та старші. Медіана віку мешканця становила 39,3 року. На 100 осіб жіночої статі у переписній місцевості припадало 94,6 чоловіків;  на 100 жінок у віці від 18 років та старших — 89,8 чоловіків також старших 18 років.
Середній дохід на одне домашнє господарство  становив 70 619 доларів США (медіана — 81 250), а середній дохід на одну сім'ю — 63 237 доларів (медіана — 76 484). За межею бідності перебувало 26,8 % осіб, у тому числі 37,9 % дітей у віці до 18 років та 0,0 % осіб у віці 65 років та старших.
Цивільне працевлаштоване населення становило 245 осіб. Основні галузі зайнятості: освіта, охорона здоров'я та соціальна допомога — 21,2 %, виробництво — 20,4 %, мистецтво, розваги та відпочинок — 18,0 %.